# Sayoko Mita
Sayoko Mita (三田 佐代子, Mita Sayoko) (née le 5 août 1969 à Odawara, Préfecture de Kanagawa) est une journaliste sportive et présentatrice de télévision japonaise.
Mita est diplômée de la faculté de droit de l'université Keiō. En 1992, elle rejoint TV Shizuoka comme présentatrice. Elle démissionne en 1996 puis après avoir travaillé dans divers médias sportifs, elle se spécialise dans le puroresu, lutte professionnelle au Japon, en tant que membre de la agence de talents Furutachi Project.
Mita est une figure importante des émissions de puroresu Fighting TV Samurai comme présentatrice du programme quotidien S Arena (Sアリーナ), ainsi que le producteur et hôte pour le programme hebdomadaire Indie no Oshigoto qui met l'accent sur le circuit indépendant. Indie no Oshigoto est co-présenté par le marionnettiste mexicain Carlos la Mole et la présentatrice Hirotsugu Suyama,.